# Sleepwalking
«Sleepwalking» (с англ. — «Лунатизм») — второй сингл четвёртого студийного альбома Sempiternal (2013) британской металкор-группы Bring Me the Horizon.

## О песне
Песня Sleepwalking повествует о депрессии, лунатизме, кетаминовой зависимости и связанных с ней галлюцинациях. Оли Сайкс был зависим от кетамина, о чём он упоминал много раз: «Кетамин отключает от реальности, вызывая галлюцинации и искаженное восприятие. Это не кокаин. Это дешево, легко и быстро… Это лишило меня гордости. Это отняло у меня то, кем я был. Я чуть не покончил с собой. Мне просто было все равно, выживу я или нет. Я был очень близок к самоубийству. Я хотел умереть».
Текст был написан тремя участниками группы: Оли Сайксом, Ли Малией и Джорданом Фишем. В track-by-track интервью журналу Metal Hammer, приуроченному к выходу альбома Sempiternal (2013), Сайкс отметил, что считает эту песню одной из лучших из написанных [группой] песен.
В первую неделю песня заняла четвёртое место в UK Rock Singles Chart, а через неделю поднялась на третье. 28 февраля 2013 года Зэйн Лоу отметил трек в своём блоге Zane Lowe’s Hottest Records на сайте BBC.
Sleepwalking была выпущена в цифровом формате 1 марта 2013 года, а позже — на 10-дюймовом диске с картинками для Дня магазина звукозаписи в апреле. Песня была включена в чарт «самые горячие записи» на BBC Radio 1 28 февраля 2013 года. В дополнение к на тот момент вышедшему у группы альбому Sempiternal, песня также была включена в дебютный концертный видеоальбом группы Live at Wembley(2015), а также и второй видеоальбом, Live at the Royal Albert Hall(2016).

## Музыкальное видео
Видеоклип на песню является продолжением клипа на предыдущий сингл альбома «Shadow Moses». Действие «Sleepwalking» разворачивается также на острове Рюген (Германия) на берегу Балтийского моря. В сюжете клипа показано выступление группы, исполняющей песню в баре перед посетителями. Также в основном сюжете клипа показана девушка, гуляющая по острову. В конце клипа она просыпается и осознаёт, что это был сон.

## Участники записи
- Оли Сайкс — вокал
- Ли Малиа — соло-гитара
- Мэтт Кин — бас-гитара
- Мэтт Николс — ударные
- Джона Вайнхофен — ритм-гитара
- Джордан Фиш — клавишные